# Eleições autárquicas portuguesas de 1989 no distrito de Portalegre
| Eleições autárquicas portuguesas de 1989 Distritos: Aveiro \| Beja \| Braga \| Bragança \| Castelo Branco \| Coimbra \| Évora \| Faro \| Guarda \| Leiria \| Lisboa \| Portalegre \| Porto \| Santarém \| Setúbal \| Viana do Castelo \| Vila Real \| Viseu \| Açores \| Madeira |

## Resultados por concelho
Os resultados nos concelhos do distrito de Portalegre foram os seguintes:

### Alter do Chão
| Partido                 | Partido                        | Votos | %               | +/-  | Vereadores | +/-     |
| ----------------------- | ------------------------------ | ----- | --------------- | ---- | ---------- | ------- |
|                         | Partido Socialista             | 1 102 | 35,01 / 100,00  | 0,65 | 2 / 5      | Estável |
|                         | Coligação Democrática Unitária | 1 013 | 32,18 / 100,00  | 0,16 | 2 / 5      | Estável |
|                         | Partido Social Democrata       | 902   | 28,65 / 100,00  | 5,02 | 1 / 5      | Estável |
| Votos Inválidos         | Votos Inválidos                | 131   | 4,16 / 100,00   | 0,12 |            |         |
| Total                   | Total                          | 3 148 | 100,00 / 100,00 |      | 5 / 5      |         |
| Eleitorado/Participação | Eleitorado/Participação        | 4 022 | 78,27 / 100,00  | 1,83 |            |         |

### Arronches
| Partido                 | Partido                        | Votos | %               | +/-  | Vereadores | +/-     |
| ----------------------- | ------------------------------ | ----- | --------------- | ---- | ---------- | ------- |
|                         | Partido Socialista             | 1 104 | 42,04 / 100,00  | 1,19 | 2 / 5      | Estável |
|                         | Partido Social Democrata       | 888   | 33,82 / 100,00  | 2,21 | 2 / 5      | Estável |
|                         | Coligação Democrática Unitária | 484   | 18,43 / 100,00  | 0,03 | 1 / 5      | Estável |
|                         | Centro Democrático Social      | 77    | 2,93 / 100,00   | -    | 0 / 5      | -       |
| Votos Inválidos         | Votos Inválidos                | 73    | 2,78 / 100,00   | 0,12 |            |         |
| Total                   | Total                          | 2 626 | 100,00 / 100,00 |      | 5 / 5      |         |
| Eleitorado/Participação | Eleitorado/Participação        | 3 527 | 74,45 / 100,00  | 0,47 |            |         |

### Avis
| Partido                 | Partido                        | Votos | %               | +/-  | Vereadores | +/-     |
| ----------------------- | ------------------------------ | ----- | --------------- | ---- | ---------- | ------- |
|                         | Coligação Democrática Unitária | 2 315 | 61,52 / 100,00  | 6,00 | 3 / 5      | 1       |
|                         | Partido Socialista             | 686   | 18,23 / 100,00  | 5,94 | 1 / 5      | 1       |
|                         | Partido Social Democrata       | 595   | 15,81 / 100,00  | 0,86 | 1 / 5      | Estável |
| Votos Inválidos         | Votos Inválidos                | 167   | 4,43 / 100,00   | 0,91 |            |         |
| Total                   | Total                          | 3 763 | 100,00 / 100,00 |      | 5 / 5      |         |
| Eleitorado/Participação | Eleitorado/Participação        | 4 764 | 78,99 / 100,00  | 6,85 |            |         |

### Campo Maior
| Partido                 | Partido                        | Votos | %               | +/-   | Vereadores | +/-     |
| ----------------------- | ------------------------------ | ----- | --------------- | ----- | ---------- | ------- |
|                         | Partido Socialista             | 2 443 | 47,16 / 100,00  | 7,32  | 3 / 5      | Estável |
|                         | Coligação Democrática Unitária | 1 586 | 30,62 / 100,00  | 5,09  | 1 / 5      | 1       |
|                         | Partido Social Democrata       | 1 020 | 19,69 / 100,00  | 12,27 | 1 / 5      | 1       |
| Votos Inválidos         | Votos Inválidos                | 131   | 2,53 / 100,00   | 0,14  |            |         |
| Total                   | Total                          | 5 180 | 100,00 / 100,00 |       | 5 / 5      |         |
| Eleitorado/Participação | Eleitorado/Participação        | 6 889 | 75,19 / 100,00  | 3,06  |            |         |

### Castelo de Vide
| Partido                 | Partido                        | Votos | %               | +/-   | Vereadores | +/- |
| ----------------------- | ------------------------------ | ----- | --------------- | ----- | ---------- | --- |
|                         | Partido Socialista             | 1 179 | 45,16 / 100,00  | 31,67 | 3 / 5      | 1   |
|                         | Partido Social Democrata       | 1 045 | 40,02 / 100,00  | -     | 2 / 5      | -   |
|                         | Coligação Democrática Unitária | 284   | 10,88 / 100,00  | 6,22  | 0 / 5      | 1   |
| Votos Inválidos         | Votos Inválidos                | 103   | 3,95 / 100,00   | 2,12  |            |     |
| Total                   | Total                          | 2 611 | 100,00 / 100,00 |       | 5 / 5      |     |
| Eleitorado/Participação | Eleitorado/Participação        | 3 607 | 72,39 / 100,00  | 2,12  |            |     |

### Crato
| Partido                 | Partido                        | Votos | %               | +/-   | Vereadores | +/-     |
| ----------------------- | ------------------------------ | ----- | --------------- | ----- | ---------- | ------- |
|                         | Partido Socialista             | 1 305 | 36,81 / 100,00  | 12,87 | 2 / 5      | 1       |
|                         | Coligação Democrática Unitária | 1 139 | 32,13 / 100,00  | 12,16 | 2 / 5      | Estável |
|                         | Partido Social Democrata       | 950   | 26,80 / 100,00  | -     | 1 / 5      | -       |
| Votos Inválidos         | Votos Inválidos                | 151   | 4,26 / 100,00   | 1,78  |            |         |
| Total                   | Total                          | 3 545 | 100,00 / 100,00 |       | 5 / 5      |         |
| Eleitorado/Participação | Eleitorado/Participação        | 4 414 | 80,31 / 100,00  | 5,60  |            |         |

### Elvas
| Partido                 | Partido                        | Votos  | %               | +/-  | Vereadores | +/-     |
| ----------------------- | ------------------------------ | ------ | --------------- | ---- | ---------- | ------- |
|                         | Partido Social Democrata       | 5 063  | 42,73 / 100,00  | 3,91 | 4 / 7      | Estável |
|                         | Partido Socialista             | 2 436  | 20,56 / 100,00  | 1,25 | 1 / 7      | Estável |
|                         | Partido Renovador Democrático  | 2 212  | 18,67 / 100,00  | 9,31 | 1 / 7      | 1       |
|                         | Coligação Democrática Unitária | 1 687  | 14,24 / 100,00  | 7,83 | 1 / 7      | 1       |
| Votos Inválidos         | Votos Inválidos                | 452    | 3,81 / 100,00   | 1,19 |            |         |
| Total                   | Total                          | 11 850 | 100,00 / 100,00 |      | 7 / 7      |         |
| Eleitorado/Participação | Eleitorado/Participação        | 19 731 | 60,06 / 100,00  | 2,10 |            |         |

### Fronteira
| Partido                 | Partido                        | Votos | %               | +/-   | Vereadores | +/-     |
| ----------------------- | ------------------------------ | ----- | --------------- | ----- | ---------- | ------- |
|                         | Coligação Democrática Unitária | 1 017 | 35,12 / 100,00  | 12,49 | 2 / 5      | 1       |
|                         | Partido Social Democrata       | 967   | 33,39 / 100,00  | 10,78 | 2 / 5      | Estável |
|                         | Partido Socialista             | 803   | 27,73 / 100,00  | 2,75  | 1 / 5      | 1       |
| Votos Inválidos         | Votos Inválidos                | 109   | 3,77 / 100,00   | 1,04  |            |         |
| Total                   | Total                          | 2 896 | 100,00 / 100,00 |       | 5 / 5      |         |
| Eleitorado/Participação | Eleitorado/Participação        | 3 629 | 79,80 / 100,00  | 4,70  |            |         |

### Gavião
| Partido                 | Partido                        | Votos | %               | +/-   | Vereadores | +/-     |
| ----------------------- | ------------------------------ | ----- | --------------- | ----- | ---------- | ------- |
|                         | Partido Socialista             | 1 999 | 56,84 / 100,00  | 1,46  | 4 / 5      | Estável |
|                         | Partido Social Democrata       | 817   | 23,23 / 100,00  | 12,04 | 1 / 5      | 1       |
|                         | Coligação Democrática Unitária | 489   | 13,90 / 100,00  | 1,67  | 0 / 5      | Estável |
| Votos Inválidos         | Votos Inválidos                | 212   | 6,03 / 100,00   | 1,49  |            |         |
| Total                   | Total                          | 3 517 | 100,00 / 100,00 |       | 5 / 5      |         |
| Eleitorado/Participação | Eleitorado/Participação        | 5 520 | 63,71 / 100,00  | 3,59  |            |         |

### Marvão
| Partido                 | Partido                        | Votos | %               | +/-   | Vereadores | +/-     |
| ----------------------- | ------------------------------ | ----- | --------------- | ----- | ---------- | ------- |
|                         | Partido Social Democrata       | 1 889 | 69,02 / 100,00  | 10,99 | 4 / 5      | Estável |
|                         | Partido Socialista             | 616   | 22,51 / 100,00  | 2,31  | 1 / 5      | Estável |
|                         | Coligação Democrática Unitária | 136   | 4,97 / 100,00   | 1,85  | 0 / 5      | Estável |
| Votos Inválidos         | Votos Inválidos                | 96    | 3,51 / 100,00   | 0,39  |            |         |
| Total                   | Total                          | 2 737 | 100,00 / 100,00 |       | 5 / 5      |         |
| Eleitorado/Participação | Eleitorado/Participação        | 4 354 | 62,86 / 100,00  | 2,98  |            |         |

### Monforte
| Partido                 | Partido                        | Votos | %               | +/-   | Vereadores | +/-     |
| ----------------------- | ------------------------------ | ----- | --------------- | ----- | ---------- | ------- |
|                         | Partido Socialista             | 1 056 | 44,07 / 100,00  | 3,76  | 3 / 5      | Estável |
|                         | Coligação Democrática Unitária | 904   | 37,73 / 100,00  | 19,03 | 2 / 5      | 1       |
|                         | Partido Social Democrata       | 343   | 14,32 / 100,00  | -     | 0 / 5      | -       |
| Votos Inválidos         | Votos Inválidos                | 93    | 3,88 / 100,00   | 0,07  |            |         |
| Total                   | Total                          | 2 396 | 100,00 / 100,00 |       | 5 / 5      |         |
| Eleitorado/Participação | Eleitorado/Participação        | 3 349 | 71,54 / 100,00  | 3,36  |            |         |

### Nisa
| Partido                 | Partido                        | Votos | %               | +/-   | Vereadores | +/-     |
| ----------------------- | ------------------------------ | ----- | --------------- | ----- | ---------- | ------- |
|                         | Coligação Democrática Unitária | 3 274 | 48,69 / 100,00  | 0,76  | 3 / 5      | Estável |
|                         | Partido Social Democrata       | 1 641 | 24,41 / 100,00  | -     | 1 / 5      | -       |
|                         | Partido Socialista             | 1 447 | 21,52 / 100,00  | 16,55 | 1 / 5      | 1       |
| Votos Inválidos         | Votos Inválidos                | 362   | 5,38 / 100,00   | 0,13  |            |         |
| Total                   | Total                          | 6 724 | 100,00 / 100,00 |       | 5 / 5      |         |
| Eleitorado/Participação | Eleitorado/Participação        | 9 285 | 72,42 / 100,00  | 2,88  |            |         |

### Ponte de Sôr
| Partido                 | Partido                        | Votos  | %               | +/-   | Vereadores | +/- |
| ----------------------- | ------------------------------ | ------ | --------------- | ----- | ---------- | --- |
|                         | Coligação Democrática Unitária | 4 366  | 42,27 / 100,00  | 15,98 | 3 / 7      | 1   |
|                         | Partido Socialista             | 3 062  | 29,65 / 100,00  | -     | 2 / 7      | -   |
|                         | Partido Social Democrata       | 2 496  | 24,17 / 100,00  | 14,62 | 2 / 7      | 1   |
| Votos Inválidos         | Votos Inválidos                | 404    | 3,91 / 100,00   | 0,95  |            |     |
| Total                   | Total                          | 10 328 | 100,00 / 100,00 |       | 7 / 7      |     |
| Eleitorado/Participação | Eleitorado/Participação        | 15 746 | 65,59 / 100,00  | 6,84  |            |     |

### Portalegre
| Partido                 | Partido                        | Votos  | %               | +/-  | Vereadores | +/-     |
| ----------------------- | ------------------------------ | ------ | --------------- | ---- | ---------- | ------- |
|                         | Partido Social Democrata       | 6 987  | 45,07 / 100,00  | 7,55 | 3 / 7      | Estável |
|                         | Partido Socialista             | 6 281  | 40,52 / 100,00  | 0,96 | 3 / 7      | 1       |
|                         | Coligação Democrática Unitária | 1 782  | 11,50 / 100,00  | 1,60 | 1 / 7      | 1       |
| Votos Inválidos         | Votos Inválidos                | 452    | 2,92 / 100,00   | 0,69 |            |         |
| Total                   | Total                          | 15 502 | 100,00 / 100,00 |      | 7 / 7      |         |
| Eleitorado/Participação | Eleitorado/Participação        | 22 608 | 68,57 / 100,00  | 4,84 |            |         |

### Sousel
| Partido                 | Partido                        | Votos | %               | +/-   | Vereadores | +/- |
| ----------------------- | ------------------------------ | ----- | --------------- | ----- | ---------- | --- |
|                         | Partido Social Democrata       | 1 794 | 41,20 / 100,00  | 16,02 | 2 / 5      | 1   |
|                         | Partido Socialista             | 1 626 | 37,34 / 100,00  | 31,05 | 2 / 5      | 2   |
|                         | Coligação Democrática Unitária | 820   | 18,83 / 100,00  | 14,67 | 1 / 5      | 1   |
| Votos Inválidos         | Votos Inválidos                | 114   | 2,62 / 100,00   | 0,36  |            |     |
| Total                   | Total                          | 4 354 | 100,00 / 100,00 |       | 5 / 5      |     |
| Eleitorado/Participação | Eleitorado/Participação        | 5 601 | 77,74 / 100,00  | 2,83  |            |     |